# 뇌공조
뇌공조(중국어: 雷公鳥)는 천둥과 번개를 소환할 수 있는 대만 민속의 전설의 생물이다.

## 전설
뇌공조는 닭와 매우 비슷해 보인다. 주로 키가 큰 나무에 산다. 나무 꼭대기에 올라갈 때마다 먹구름이 하늘에 모이기 시작하고 까마귀 소리와 함께 천둥소리가 들릴 것이다.
아메리카 원주민 전설에는 폭풍우와 천둥을 일으키는 독수리처럼 생긴 천둥새도 있다.

## 같이 보기
- 요괴